# Ifigenia en Táuride (Gluck)
Ifigenia en Táuride (título original en francés, Iphigénie en Tauride) es una ópera en cuatro actos con música de Christoph Willibald Gluck y libreto en francés de Nicolas-François Guillard. Fue la quinta ópera de Gluck para los escenarios franceses. 
Con Ifigenia en Táuride, Gluck llevó su reforma de la ópera a su conclusión lógica. Los recitativos son más breves y son récitatif accompagné ("acompañados" con cuerdas y quizá otros instrumentos, no sólo el acompañamiento de continuo), estructuras del tipo airoso que unían las escenas dramáticas. Los movimientos de danza normales que uno encuentra en la tragédie en musique francesa están casi enteramente ausentes. El drama se basa en último término en la obra Ifigenia en Táuride del dramaturgo griego Eurípides que trata de historias referentes a la familia de Agamenón con posterioridad a la guerra de Troya. Ifigenia era hija de Agamenón y Clitemnestra y hermana de Orestes, Electra y Crisotemis.

## Historia
No se debe confundir con la otra Ifigenia compuesta por Gluck, Ifigenia en Áulide, estrenada también en París, en 1774, cinco años antes que ésta. Durante el siglo XVIII fueron varios los compositores que escribieron óperas con el mismo título. Entre todas ellas, destaca esta de Gluck. Se estrenó en París, el 18 de mayo de 1779, durante el reinado de Luis XVI, y fue un gran éxito. Algunos creen que el director de la Ópera de París, Devismes, había intentado avivar la rivalidad entre Gluck y Niccolò Piccinni, un compositor italiano también residente en la capital francesa, pidiéndoles a los dos que compusieran una ópera sobre el tema de Ifigenia en Táuride. La Ifigenia en Táuride de Piccini no se estrenó hasta enero de 1781 y no disfrutó de la misma popularidad de la obra de Gluck.
La versión en alemán, Iphigenia in Tauris, se estrenó en 1781 en Viena. Gluck la produjo para la vista del Gran Duque Pablo a Viena, con el libreto traducido y adaptado por Johann Baptist von Alxinger en colaboración con el compositor. Entre los principales cambios estuvo la transposición del papel de Orestes de barítono a tenor y se reemplazó el coro final del segundo acto con un movimiento instrumental. Esta revisión es la única ópera que Gluck escribió en su lengua materna, el alemán, y su última obra para la escena. Llamado "un Singspiel trágico", fue representado el 23 de octubre de 1781 en el Nationalhoftheater, que es como el emperador José II había rebautizado el Burgtheater después de despedir a los cantantes italianos y su orquesta en 1776 y de instalar a actores alemanes en el teatro. 
En 1889 Richard Strauss hizo un nuevo arreglo de la obra para el editor Adolph Fürstner, que más tarde se representó en Weimar en el Hoftheater el 9 de junio de 1900, bajo el título, inspirado por Goethe de Iphigenie auf Tauris. La versión de Strauss fue bastante interpretada a comienzos del siglo XX y de hecho fue la que se usó en el año 1916 para el estreno en el Metropolitan Opera con la participación de Melanie Kurt y dirigida por Arthur Bodansky.
En 1937 se estrenó en el Teatro Colón de Buenos Aires dirigida por Erich Kleiber y protagonizada por Anny Konetzni. Kleiber volvió a dirigirla en 1944 y en 1946 la tuvo a su cargo Héctor Panizza con Delia Rigal. 
En 1964 fue interpretada por Régine Crespin, considerada la mejor intérprete del personaje en su época[cita requerida] y en 1994, asumío el rol Diane Montague quien también posee una grabación dirigida por L.E.Gardiner.
En La Scala de Milán fue revivida por Luchino Visconti para Maria Callas en 1957 y por Riccardo Muti en 1992 con Carol Vaness. En París fue cantada por Régine Crespin y en 1984 por Shirley Verrett en una puesta en escena de Liliana Cavani.
Desde el año 2000, la ópera se representado con éxito en Seattle, Nueva York, Salzburgo, París, Covent Garden, Lyric Opera of Chicago y Opera de San Francisco en las versiones de Stephen Wadsworth y otra de Robert Carsen siendo la mezzosoprano Susan Graham la intérprete favorita actualmente. Recientemente Plácido Domingo cantó el rol de barítono de Orestes. En 2015 la ópera ha sido interpretada por Anna Caterina Antonacci en el Gran teatro de Ginebra, y por Cecilia Bartoli en el Festival de Salzburgo.
Las arias "O toi qui prolongeas mes jours" y "O malhereuse Iphigenie" son las más conocidas e integran a menudo el repertorio de sopranos y mezzosopranos.
Esta ópera se representa poco; en las estadísticas de Operabase aparece la n.º 127 de las óperas representadas en 2005-2010, siendo la 24.ª en Alemania y la segunda de Gluck, con 23 representaciones en el período.

## Personajes

Árbol genealógico de los Atridas.

| Personaje                                         | Tesitura               | Reparto el 18 de mayo de 1779 Director: |
| ------------------------------------------------- | ---------------------- | --------------------------------------- |
| Ifigenia (sacerdotisa de Diana, hija de Agamenón) | soprano / mezzosoprano | Rosalie Levasseur                       |
| Orestes (hermano de Ifigenia)                     | barítono               | Henri Larrivée                          |
| Pílades (amigo de Orestes)                        | tenor (haute-contre)   | Joseph Legros                           |
| Toante, (rey de los tauros)                       | bajo                   | Jean-Pierre (?) Moreau                  |
| Diana (diosa de la caza)                          | soprano /mezzosoprano  | Châteauvieux                            |

## Argumento
En Ifigenia en Áulide, su padre Agamenón decide sacrificar a Ifigenia, condición impuesta por el oráculo para seguir el viaje de su armada hacia Troya. 
La historia prosigue años más tarde en Ifigenia en Táuride. La doncella ha sido salvada en el último momento por la diosa Artemisa o Diana y transportada a Táuride (hoy Crimea) donde es máxima sacerdotisa del Templo de Diana (o Artemisa). Gobernada por el rey Toante (Thoas), el oráculo determina que los primeros extranjeros que pisen la isla sean sacrificados para aplacar a los dioses del Olimpo. 
Náufragos de una tormenta, el infeliz Orestes - perseguido por las Furias (o Erinias) por haber matado a su adúltera madre Clitemnestra- y su amigo Pílades son capturados y llevados para su ejecución ante la sacerdotisa Ifigenia quien no reconoce a su hermano pero decide salvar a uno de los dos.
Ifigenia pregunta por el destino de su familia a Orestes quien le cuenta que sólo su hermana Electra permanece viva luego de que Orestes asesinara a su madre y se diera muerte. La sacerdotisa decide liberar a uno de los dos para que lleve noticias a Argos sobre su destino en Táuride. 
Ifigenia libera a Orestes pero Orestes cede el puesto a Pílades; cuando Ifigenia procede a sacrificar a Orestes este menciona su nombre y ella lo reconoce. La feliz reunión se ve interrumpida por el rey Toante quien furioso ordena el sacrificio de los dos hermanos, éste se ve interrumpido por el regreso de Pílades con un grupo de soldados y por la intervención mágica de Artemisa que perdona a Orestes, enviándolo como rey a Micenas y retorna a Ifigenia a su comarca.

## Discografía
- Gluck: Ifigenia in Tauride / Sanzogno, Maria Callas, Dondi, Fiorenza Cossotto, Albanese - La Scala, 1957 (en italiano)
- Gluck: Iphigenie Auf Tauris / Keilberth, Zadek, Wallenstein, Nicolai Gedda, Hermann Prey - Colonia, 1956 (en alemán)
- Gluck: Iphigenie Auf Tauris / de Almeida, Montserrat Caballé, Raymond Wolansky, Jean Cox, Paul Schöffler - São Carlos de Lisboa, 1961 (versión alemana de Richard Strauss)
- Gluck: Iphigenie En Tauride/Sebastian, Régine Crespin, Robert Massard, Guy Chauvet, Victor de Narké, Colón, 1964
- Gluck: Iphigenie Auf Tauris / Kubelik, Sena Jurinac, Herman Prey, Fritz Wunderlich, Kieth Engen, Mónaco de Baviera, 1965 (en alemán)
- Gluck: Iphigenie En Tauride / Gardelli, Pilar Lorengar, Franco Bonisolli, Dietrich Fischer-Dieskau (en francés)
- Gluck: Iphigenie En Tauride / Lewis, Marilyn Horne, Stilwell, Hollweg, Turin, 1974 (en francés)
- Gluck: Iphigénie en Tauride / Gardiner, Montague, Thomas Allen, John Aler 1975 (en francés)
- Gluck: Iphigénie En Tauride / Muti, Carol Vaness, Allen, Gösta Winbergh, La Scala, 1992 (francés)
- Gluck: Iphigénie En Tauride / Bolton, Susan Graham, Thomas Hampson, Paul Groves - Salzburgo, 2000 (en francés)
- Gluck: Iphigenie En Tauride / Pearlman, Christine Goerke, Rodney Gilfry, Vinson Cole, Boston Baroque, 1999 (en francés)
- Gluck: Iphigénie En Tauride / Minkowski, Mireille Delunsch, Naouri, Simon Keenlyside, 2002 (en francés)
- Gluck: Iphigénie En Tauride / Christie, Juliette Galstian, Rodney Gilfry, Martina Jankova, Zúrich DVD (en francés)